# نور يوسف
نور يوسف (18 يوليو 2005-) هي لاعبة كرة قدم تلعب كمهاجمة لصالح نادي فيكتوريا برلين في دوري المنطقة الشمالية. ولدت في ألمانيا، تلعب لصالح المنتخب الوطني الفلسطيني لكرة القدم والمنتخب الوطني الفلسطيني لكرة الصالات.

## حياتها
وُلِدت نور يوسف في ألمانيا لأب فلسطيني وأم كوسوفوية ألبانية، وتحمل الجنسيات الألمانية والفلسطينية والألبانية.

## مسيرتها الكروية
لعبت نور يوسف للمنتخب الأول. فريق الشباب لنادي يونيون برلين منذ عام 2020. في يوليو 2022، وفي سن السادسة عشر، تم دمجها في الفريق الأول. تم استدعاء يوسف لأول مرة من قبل المدرب عامر خير للانضمام إلى المنتخب الوطني الفلسطيني الأول في فبراير 2024، وتم اختيارها ضمن تشكيلة فلسطين النهائية لبطولة غرب آسيا للسيدات 2024. لعبت أول مباراة دولية لها ضد العراق في 20 فبراير 2024، وسجلت هدفين في نفس المباراة.

## إحصائيات المباريات

### النادي
| النادي               | موسم          | الدوري                  | الدوري    | الدوري  | كأس ألمانيا | كأس ألمانيا | قارية     | قارية   | المجموع   | المجموع |
| النادي               | موسم          | قسم                     | التطبيقات | الأهداف | التطبيقات   | الأهداف     | التطبيقات | الأهداف | التطبيقات | الأهداف |
| -------------------- | ------------- | ----------------------- | --------- | ------- | ----------- | ----------- | --------- | ------- | --------- | ------- |
| 1. نادي يونيون برلين | 2022–23       | الدوري الإقليمي للسيدات | 23        | 13      | -           | -           | -         | -       | 23        | 13      |
| 1. نادي يونيون برلين | 2023–24       | الدوري الإقليمي للسيدات | 11        | 3       | -           | -           | -         | -       | 11        | 3       |
| 1. نادي يونيون برلين | المجموع       | المجموع                 | 34        | 16      | -           | -           | -         | -       | 34        | 16      |
| إجمالي المهنة        | إجمالي المهنة | إجمالي المهنة           | 34        | 16      | -           | -           | -         | -       | 34        | 16      |

### دولي
| المنتخب الوطني | سنة     | التطبيقات | الأهداف |
| -------------- | ------- | --------- | ------- |
| فلسطين         | 2024    | 6         | 3       |
| فلسطين         | 2025    | 1         | 1       |
| المجموع        | المجموع | 7         | 4       |

قائمة النتائج والأهداف تبدأ بأهداف فلسطين أولاً، ويشير عمود النتيجة إلى النتيجة بعد كل هدف ليوسف.
| لا. | تاريخ          | مكان                          | الخصم     | نتيجة | نتيجة | مسابقة                                       |
| --- | -------------- | ----------------------------- | --------- | ----- | ----- | -------------------------------------------- |
| 1   | 20 فبراير 2024 | جدة، المملكة العربية السعودية | العراق    | 1 –0  | 3–0   | بطولة اتحاد غرب آسيا لكرة القدم للسيدات 2024 |
| 2   | 20 فبراير 2024 | جدة، المملكة العربية السعودية | العراق    | 2 –0  | 3–0   | بطولة اتحاد غرب آسيا لكرة القدم للسيدات 2024 |
| -   | 15 مايو 2024   | دبلن، جمهورية أيرلندا         | بوهيمي    | 2-1   | 2-1   | مباريات غير ودية للفيفا                      |
| 3   | 29 نوفمبر 2024 | الدوحة، قطر                   | السعودية  | 1 –0  | 1–0   | ودي                                          |
| 4   | 29 مايو 2025   | بيروت، لبنان                  | لبنان     | 1 –0  | 1-1   | ودي                                          |
| 5   | 5 يوليو 2025   | دوشانبي، طاجيكستان            | طاجيكستان | 2 –0  | 3–0   | تصفيات كأس آسيا للسيدات 2026                 |
| 6   | 5 يوليو 2025   | دوشانبي، طاجيكستان            | طاجيكستان | 3 –0  | 3–0   | تصفيات كأس آسيا للسيدات 2026                 |